# Llo
Llo (katalanisch gleichlautend) ist eine französische Gemeinde mit 156 Einwohnern (Stand 1. Januar 2022) im Département Pyrénées-Orientales der Region Okzitanien (bis 2015 Languedoc-Roussillon). Sie gehört zum Arrondissement Prades und zum Gemeindeverband Pyrénées Cerdagne. Das Gemeindegebiet ist Teil des Regionalen Naturparks Pyrénées Catalanes.

## Geografie
Die nordkatalonische Gemeinde Llo liegt in den Pyrenäen, 80 Kilometer südwestlich von Perpignan und umfasst den obersten Abschnitt des Segretales sowie dessen Gebirgsflanken. Der Segre, längster Nebenfluss des Ebro, entspringt im Süden des Gemeindegebietes von Llo und formt auf den ersten zehn Kilometern Lauflänge die Segreschlucht (Gorges du Sègre). Die Südostgrenze der Gemeinde – auch Grenze zwischen Frankreich und Spanien – verläuft auf dem Pyrenäenkamm. Der höchste Punkt im Gemeindegebiet ist der Gipfel Puigmal de Segre oder Pic de Segre mit 2840 m Meereshöhe. Knapp die Hälfte des 28,44 km² großen Gemeindeareals ist bewaldet (Forêt communale de Llo, Bosc del Quer). Umgeben wird Llo von den Nachbargemeinden Eyne im Nordosten und Osten, Queralbs (Spanien) im Süden, Err im Südwesten sowie Saillagouse im Westen und Nordwesten.

## Bevölkerungsentwicklung
| Jahr      | 1962 | 1968 | 1975 | 1982 | 1990 | 1999 | 2011 | 2021 |
| Einwohner | 110  | 86   | 108  | 116  | 131  | 133  | 161  | 161  |

Im Jahr 1861 wurde mit 449 Bewohnern die bisher höchste Einwohnerzahl ermittelt. Die Zahlen basieren auf den Daten von cassini.ehess und INSEE.

## Sehenswürdigkeiten

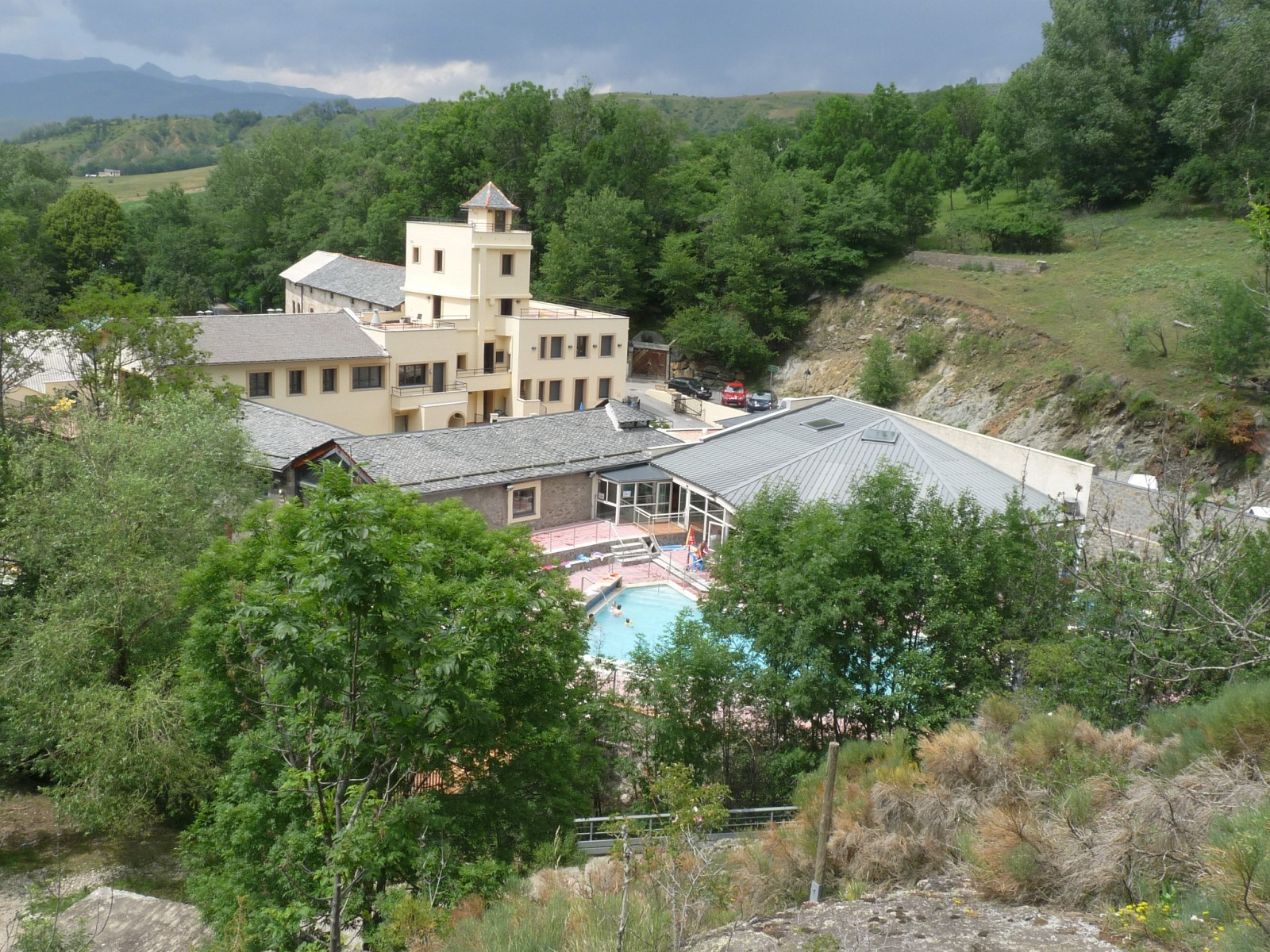
Schwefel-Thermalquellen (Bains de Llo)

- Kirche St. Fructuosus (Église Saint-Fructueux) aus dem 12. Jahrhundert, als Monument historique klassifiziert[3]
- Schwefel-Thermalquellen (Bains de Llo)
- Ruinen der Burgkapelle Saint-Félix
- Reste der Kapelle Saint-Gabriel

Säulen und Kapitelle der Kirche
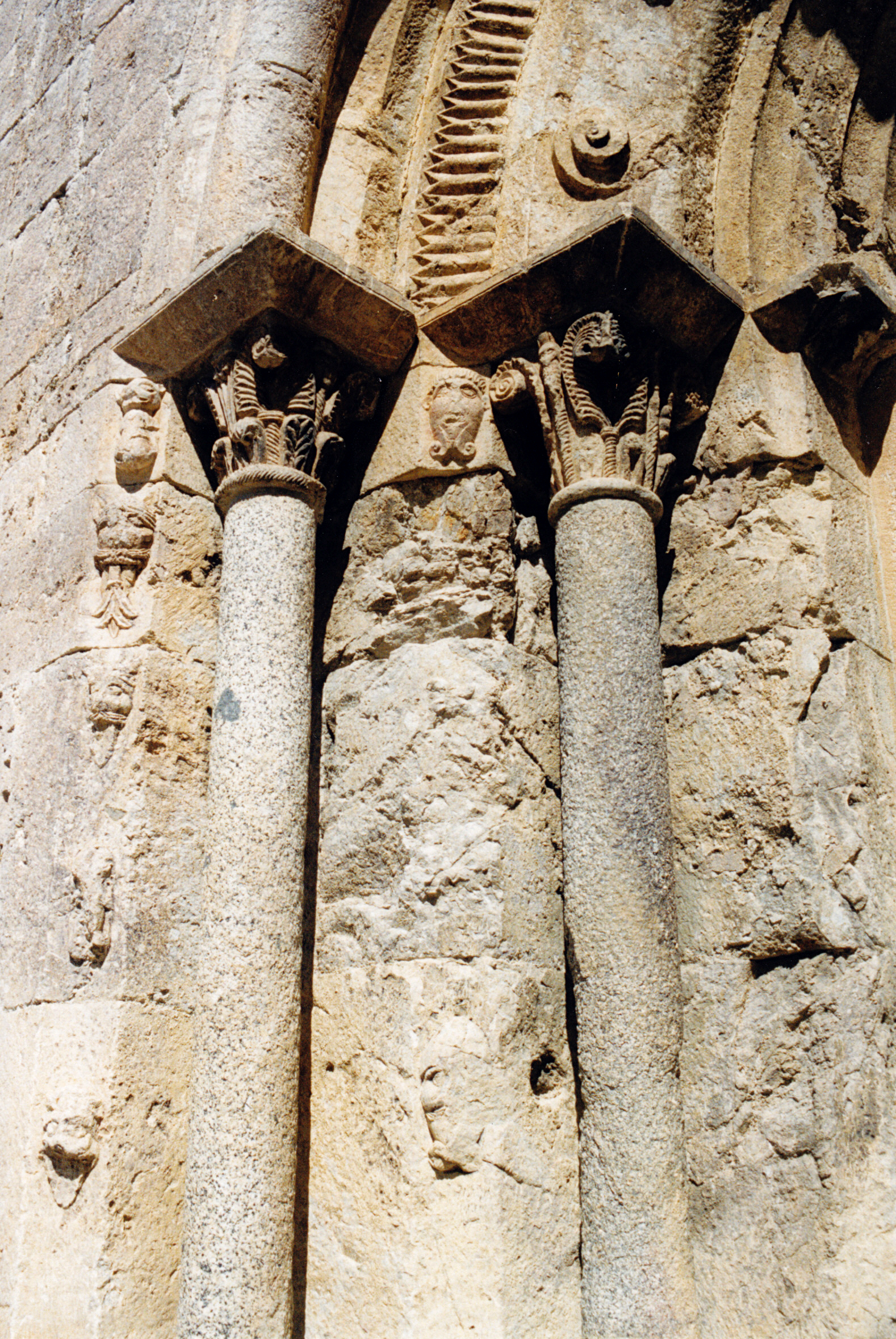
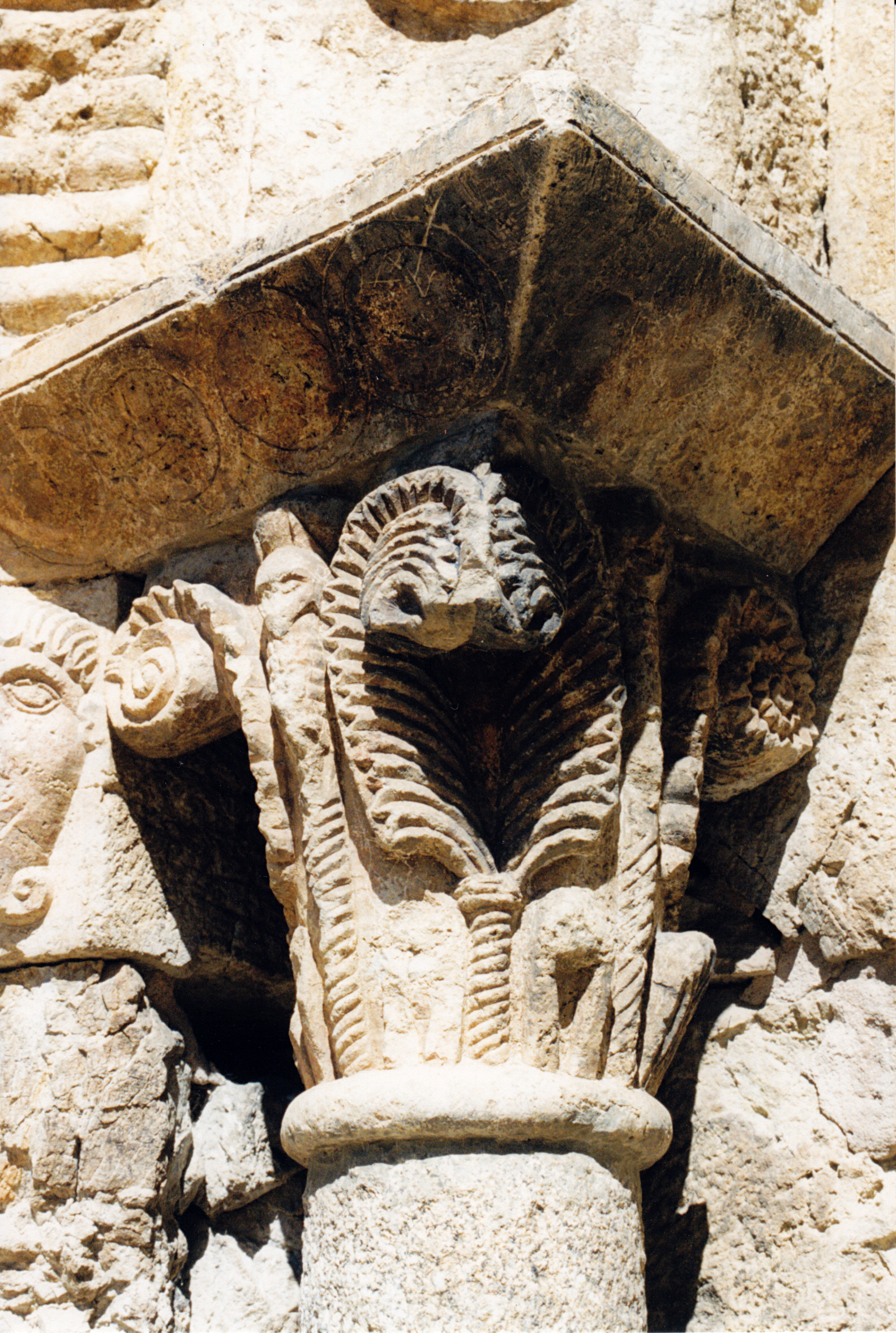

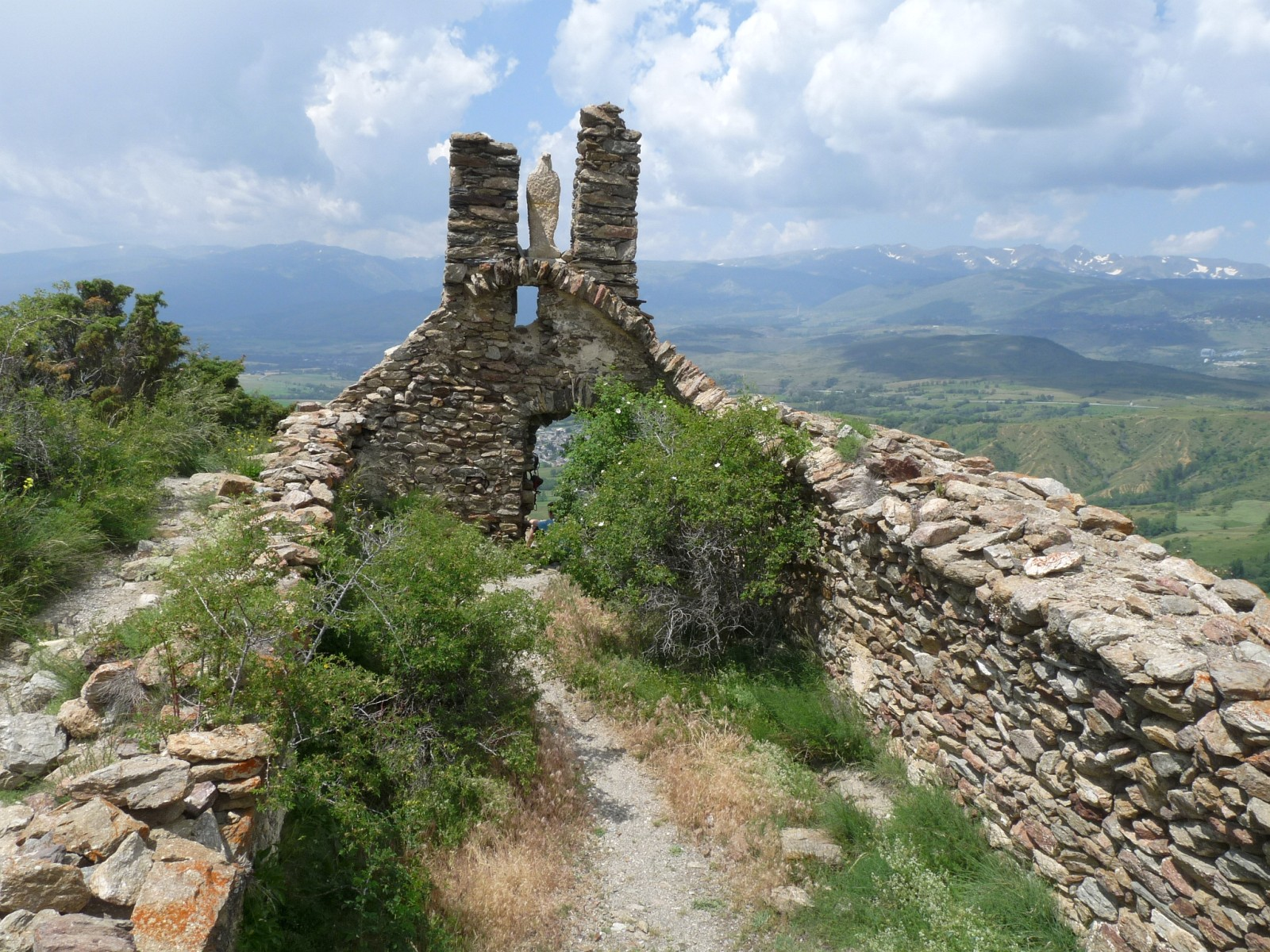
Reste der Burgkapelle Saint-Félix
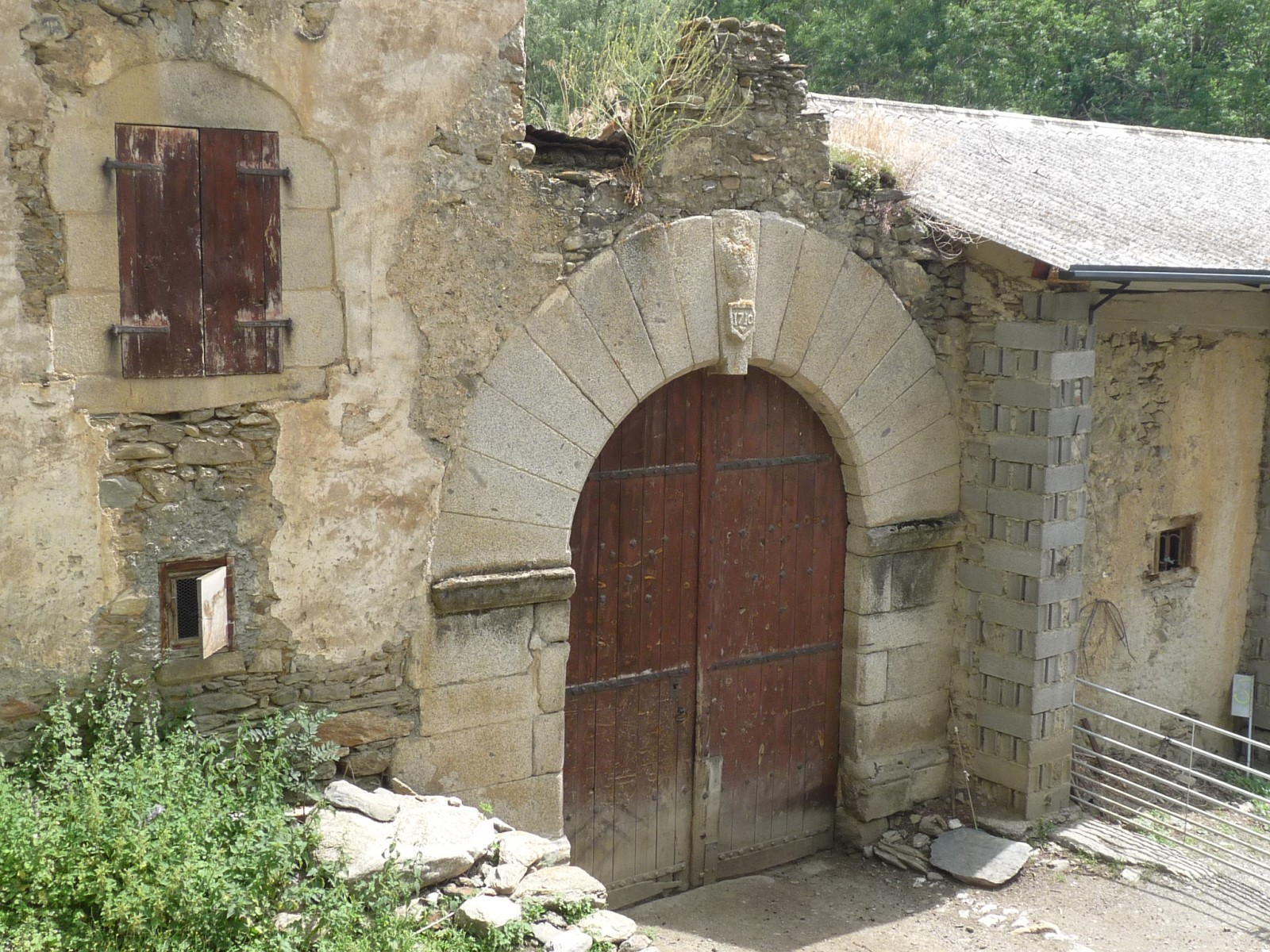
Reste der Kapelle Saint-Gabriel

## Wirtschaft und Infrastruktur
In der Gemeinde sind neun Landwirtschaftsbetriebe ansässig (ein Winzer, Zucht von Pferden, Rindern, Schafen und Ziegen).
Zwei Kilometer westlich von Llo verläuft die Nationalstraße 116 von Perpignan nach Puigcerdà in Spanien. Der Bahnhof der Nachbargemeinde Saillagouse liegt an der Schmalspurstrecke Ligne de Cerdagne.

## Belege
1. ↑  Llo auf cassini.ehess
2. ↑  Llo auf INSEE
3. ↑  Eintrag in der Base Mérimée des Kulturministeriums. Abgerufen am 24. August 2011 (französisch).
4. ↑  Landwirtschaftsbetriebe auf annuaire-mairie.fr (französisch)